# Palestina ai Giochi della XXIX Olimpiade
La Palestina ha partecipato ai Giochi della XXIX Olimpiade di Pechino, svoltisi dall'8 al 24 agosto 2008, con una delegazione di 4 atleti.

## Atletica leggera
| Gara            | Atleta          | Batterie | Batterie | Quarti | Quarti | Semifinali | Semifinali | Finale | Finale |
| Gara            | Atleta          | Tempo    | Pos.     | Tempo  | Pos.   | Tempo      | Pos.       | Tempo  | Pos.   |
| --------------- | --------------- | -------- | -------- | ------ | ------ | ---------- | ---------- | ------ | ------ |
| 5000 m maschili | Nader Al-Massri |          |          |        |        | 14'41"10   | 13         |        |        |
| 100 m femminili | Gharid Ghrouf   | 13"03    | 8        |        |        |            |            |        |        |

## Nuoto
| Gara                        | Atleta        | Batterie | Batterie | Semifinali | Semifinali | Finale | Finale |
| Gara                        | Atleta        | Tempo    | Pos.     | Tempo      | Pos.       | Tempo  | Pos.   |
| --------------------------- | ------------- | -------- | -------- | ---------- | ---------- | ------ | ------ |
| 50 m stile libero maschili  | Hamza Abdo    | 25"60    | 73       |            |            |        |        |
| 50 m stile libero femminili | Zakiya Nassar | 31"97    | 79       |            |            |        |        |